# Gerrit Aalfs
Gerrit Aalfs (Vries, 31 juli 1892 - Assen, 26 oktober 1970) was tekenleraar aan de Rijks HBS in Harlingen, fotograaf, filmer en medeoprichter van het Friese filmcollectief Film yn Fryslân (F.Y.F.). Hij wordt beschouwd als de nestor van de Friese smalfilmamateurs.

## Leven en werk
Aalfs werd in 1892 te Vries geboren als zoon van de burgemeester Hendrik Arnoldus Aalfs en van Gerritdina Maria Vermeulen. Hij studeerde aan de Haagse Academie en kwam na het voltooien van zijn studie in 1922 vanuit Drenthe in Harlingen wonen. Hij trouwde op 27 oktober 1922 te St Annaparochie met Wytske van Gelder (1894). Uit hun huwelijk werden twee dochters geboren.
In Harlingen was hij 36 jaar leraar hand- en lijntekenen aan de Rijks HBS. Hij zou dit vak tot zijn pensionering in 1957 uitoefenen. Aalfs registreerde vanaf de jaren twintig van de twintigste eeuw de veranderingen in landbouw en landschap van Friesland. Nadat hij 31 jaar ervaring had opgebouwd als amateurfotograaf, begon hij op 44-jarige leeftijd met filmen. Hij was een van de drijvende krachten achter het in 1937 opgerichte filmerscollectief 'Film yn Fryslân' (F.Y.F.). Op zijn Harley Davidson trok hij de hele provincie door om opnamen te maken van nieuwe landbouwmachines en het verdwijnende landbouwbedrijf. Daarbij had hij een voorkeur voor het Wad en de Zuidwesthoek. Hij filmde, ontwikkelde en monteerde het materiaal zelf in een schuurtje bij zijn woning aan de Zuidoostersingel 31 in Harlingen. De cineasten van F.Y.F. maakten bedrijfsfilms voor bijvoorbeeld de Coöperatieve Vereniging tot Aankoop en Bewerking van Landbouwbenodigdheden voor Friesland (C.A.F.).
In zijn Zuiderzeefilm geeft hij een nauwkeurig verslag van het werk aan de Afsluitdijk tussen 1926 en 1932. De film was in bezit van de Directie Zuiderzeewerken en wordt nu bewaard bij het Fries Film Archief te Leeuwarden en is in heel Nederland te zien geweest. Bij een vertoning in Veendam brak er brand uit en ging een fors deel van de film verloren. Opnamen van de afsluiting door Gerrit Aalfs, de laatste happen aarde die de Afsluitdijk dichtmaken, zijn door Joris Ivens (zonder naamsvermelding van Gerrit Aalfs) gebruikt in zijn film Woeste Gronden. Andere bekende films van Gerrit Aalfs zijn een landbouwfilm uit circa 1930 en Friese documentaires over sportgebeurtenissen en het landschap.
Toen in 1949 de in 1938 opgerichte Fryske Filmrounte werd opgeheven, werd het aanwezige filmmateriaal, waaronder Kar út twa, overgedragen aan het Bureau voor Culturele Zaken in Friesland. Kar út twa en de film over de Afsluitdijk worden nu bewaard in het Fries Film Archief in Leeuwarden.
De Friese filmers besloten terug te gaan tot de oudste organisatievorm, de F.Y.F. (Film yn Fryslân). De F.Y.F. stelde zich ten doel, het vervaardigen van Friese culturele- en speelfilms en het uitvoeren van eventuele opdrachten en bestond uit cineasten, scenarioschrijvers en regisseur de heren Gerrit Aalfs en ir. Piet Suir uit Harlingen (film), Hein F. Faber uit Franeker (film), Johannes Doedes de Jong uit Oudkerk (scenario), Piet Plantinga uit Leeuwarden (film).
Na zijn pensionering in 1957 ging Aalfs weer terug naar Drenthe en hield zich bezig met fotografie. Hij was actief in de Amateurfotografenvereniging van Assen. Hij overleed in Assen op 26 oktober 1970 en werd op 30 oktober 1970 gecremeerd te Groningen.

### Kar út twa
In 1937 maakte hij samen met Piet Plantinga (Pietje Pil), apotheker in Leeuwarden, filmopnamen voor de eerste Friese speelfilm (16mm) Kar út twa (Keuze uit twee), die op 26 december 1937 in de Harmonie in Leeuwarden in première ging. Aanleiding voor het maken van de film was het vijftigjarig bestaan van het Ljouwter Toaniel in 1937. Regisseur Willem Hielkema (1888-1944), redacteur van het Leeuwarder Nieuwsblad, wilde een film maken. Een van de grote boerencoöperaties, de Coöperatieve Vereniging tot Aankoop en Bewerking van Landbouwbenodigdheden voor Friesland (C.A.F.) stelde duizend gulden beschikbaar. De pas opgerichte F.Y.F. werd er bijgehaald en de stichting 'Fryske Speelfilm' werd opgericht. Voor het spelen en de opnamen moesten allerlei moeilijkheden overwonnen worden, maar de Friese bevolking gaf alle steun. Voor de filmopnames stelden bewoners hun boerderij of arbeiderswoning ter beschikking. Kar út twa werd geschreven door (de in de Tweede Wereldoorlog foute) journalist, dichter, toneelschrijver en redacteur van de Leeuwarder Courant Sybe Douwe de Jong (1897-1951). Regisseur was de eveneens in de oorlog foute redacteur van het Leeuwarder Nieuwsblad en medehoofdredacteur van het Nieuwsblad van Friesland, Willem Hielkema. De filmopnamen zijn van de Harlinger tekenleraar, fotograaf en filmer Gerrit Aalfs, de Leeuwarder drogist Piet Plantinga, de fotograaf, filmer, (foto-)journalist bij de Friese Koerier en dichter Johannes Doedes de Jong (1912-1996) uit Oudkerk en de journalist, fotograaf en filmer Hein Faber (1904-1970) uit Franeker. Johannes Doedes de Jong zorgde tevens voor het draaiboek. De film werd gespeeld door het Leeuwarder toneelgezelschap, aangevuld met een paar gasten. De hoofdrollen in ‘Kar út twa’ werden gespeeld door Hendrik Visser (Rudmer), de Leeuwarder onderwijzer en latere medeoprichter van het Institút Fryslân Doede Nieuwenhuis (Murk) en Wietske Hoogenberg (Anne). De muziek van S.J. van der Molen werd los van de film op grammofoonplaten ten gehore gebracht. Deze platen zijn in de loop van de jaren versleten.